# Федяев, Михаил Юрьевич
Михаил Юрьевич Федяев (род. 16 мая 1962, Прокопьевск, Кемеровская область) — российский инженер-механик, предприниматель, менеджер, совладелец и президент холдинга «Сибирский деловой союз», председатель совета директоров ЗАО «Черниговец (компания)», Шахты «Вольная», ОАО «Разрез Киселёвский» и многих других предприятий, входящих в состав «Сибирского Делового Союза». Член партии «Единая Россия». Владелец шахты «Листвяжная», на которой, 25 ноября 2021 года, в результате взрыва метана, погиб 51 человек и 92 человека пострадали (80 из них были госпитализированы).

## Биография
Михаил Федяев родился 16 мая 1962 года в Прокопьевске Кемеровской области.
В 1979 году окончил Крапивинскую среднюю школу.
В 1980 году поступил в Кузбасский политехнический институт на специальность «Автомобили и автохозяйство». В 1985 окончил вуз с присвоением квалификации инженера-механика.
После окончания вуза сначала работал механиком, постепенно достиг должности заместителя начальника автоколонны.
В 1989 году был избран председателем производственно-строительного кооператива, созданного на базе ГАТП-1. С 1990 года занимал руководящие должности на различных предприятиях Кемеровской области: 1990 год — заместитель начальника ОРС «Запсибгеология», 1991 год — генеральный директор многоотраслевого производственного объединения «Экро», 1992 год — генеральный директор СП «Сибеком», 1996 год — генеральный директор ООО «Партнер-Грундфос».
В 1990-е годы, будучи главой кемеровского представительства компании «МирИнвест», созданной при участии Вадима Варшавского, познакомился с будущим партнёром Владимиром Гридиным.
В 1999 году Михаил Федяев и Владимир Гридин выиграли корпоративную войну с группой «МИКОМ» Михаила Живило за угольный разрез «Черниговец». По сведениям журнала «Forbes», бизнесменов поддерживал губернатор Кемеровской области Аман Тулеев
В 2004 году с партнёром зарегистрировал холдинговую компанию «Сибирский Деловой Союз» (СДС).
В декабре 2007 года, после избрания Гридина в Государственную думу РФ стал президентом СДС.
В 2007 году Михаил Федяев вошёл в рейтинг журнала «Эксперт» в числе 10 персон с наибольшим уровнем политического влияния в своих регионах.

#### Арест
14 декабря 2021 был арестован и обвинён в злоупотреблении полномочиями и нарушении норм безопасности, повлекшими за гибель людей на шахте «Листвяжная». Выпущен из СИЗО 15 июля 2022 года.

## Семья
Женат, трое детей.
Старший сын — Федяев, Павел Михайлович (род. в 1982) в 2011 году был избран в Государственную думу по «губернаторскому списку» Амана Тулеева от партии «Единая Россия». По тому же списку был избран депутатом и Владимир Гридин. Младший сын — Федяев, Юрий Михайлович (род. в 1984). Младшая дочь - Федяева Анна Михайловна (род. в 2021).

## Состояние
Входит в рейтинг богатейших бизнесменов России русского издания журнала Forbes: в 2010 года занимал 92 место с состоянием 750 млн долларов США, в 2011 году — 114 место с 700 млн долларов, в 2012 году — 95 место с 1 млрд долларов.
В Рейтинге российских миллиардеров 2010 года, по данным журнала Финанс занимает 386 место с состоянием 170 млн долларов США.
В 2019 году, по данным Forbes, состояние Федяева оценивается в 600 млн долларов (173 место в рейтинге «200 богатейших людей России»).

## Награды
Михаил Федяев имеет следующие награды:
- 2001— ведомственный знак «Шахтёрская слава» III степени.
- 2001— медаль «За особый вклад в развитие Кузбасса» III степени.
- 2002 — почётная грамота выдана Администрацией Кемеровской области.
- 2003 — медаль «За особый вклад в развитие Кузбасса» II степени.
- 2003 — юбилейная медаль «60 лет Кемеровской области».
- 2003— медаль «За служение Кузбассу»
- 2004 — «Шахтёрская доблесть», золотой знак.
- 2004 — медаль «За Веру и Добро».
- 2005 — медаль «За особый вклад в развитие Кузбасса» I степени.
- 2013 — медаль «За заслуги во имя созидания» Алтайского края — за большой вклад в социально-экономическое развитие Алтайского края